# Lőrinc pap tér
Lőrinc pap tér est une place de Budapest, située dans le quartier de Palotanegyed (8e arrondissement).